# Удалая (галера, 1762)
«Удалая» — галера Балтийского флота Российской империи, одна из 10 галер типа «Бодрая».

## Описание галеры
16-баночная галера с деревянным корпусом, одна из 10 галер типа «Бодрая». Длина галеры составляла 38,4 метра, ширина — 5,5 метра, а осадка — 1,75—1,8 метра. В качестве основного движителя судна использовалось 16 пар вёсел, также галера была оборудована вспомогательным косым парусным вооружением.
Артиллерийское вооружение галеры составляли 11 орудий, точных сведений о составе артиллерийского вооружения и особенностях конструкции не сохранились, однако большинство 11-пушечных 16-баночных галер, строившиеся для Российского императорского флота имели в качестве артиллерийского вооружения одну 12-фунтовую, две 8-фунтовые пушки и 8 фальконетов. Также эти галеры были оснащены двумя мачтами с латинским парусным вооружением и имели по 4 гребца на каждое весло.
Одна из трёх галер Российского императорского флота, носивших это наименование. Также в составе Балтийского флота несли службу одноимённые галеры 1742 и 1750 годов постройки.

## История службы
Галера «Удалая» была заложена на стапеле Галерной верфи Санкт-Петербурга 9 (20) августа 1762 года и после спуска на воду в том же году вошла в состав Балтийского флота России. Строительство вели кораблестроители А. И. Озеров и Борисов.
В кампанию 1771 года под командованием лейтенанта князя Л. Н. Шаховского галера совершила переход от Санкт-Петербурга до Ревеля.
По окончании службы в 1781 году галера «Удалая» была разобрана в Ревеле.

### Комментарии
1. ↑  Всего в рамках серии было построено 10 галер: «Бодрая» (головное судно проекта), «Канарейка», «Комета», «Люфер», «Мир», «Снигирь», «Сокол», «Добычная», «Удалая» и «Чесьма»[1].
2. ↑  126 футов[2].
3. ↑  18 футов[2].
4. ↑  5 фунтов 9 дюймов[2].
5. ↑  Или 16 банок[3].